# Ilay Elmkies
Ilay Eliyau Elmkies – talvolta traslitterato Ilay Elmakayes  – (in ebraico עילי אלמקייס‎?; Nahariya, 10 marzo 2000) è un calciatore israeliano, centrocampista del Bnei Sakhnin.

## Caratteristiche tecniche
Paragonato a Thiago Alcántara, può giocare sia da regista che da mezzala, grazie alla sua tecnica e visione di gioco. Bravo a fornire assist ai compagni, è veloce e dinamico, oltre ad avere un pericoloso tiro dalla distanza.

## Carriera

### Club
Dopo avere giocato nelle giovanili del Beitar Nahariya e del Maccabi Haifa in patria, si è trasferito in Germania al Sibheim. Qui viene notato dall'Hoffenheim che, dopo 4 anni nella primavera, lo fa esordire con la seconda squadra l'8 marzo 2019 in occasione della sfida pareggiata per 1-1 contro la Wormatia Worms.
Il 15 maggio 2020 consegue il suo debutto in prima squadra in occasione della sconfitta per 0-3 contro l'Hertha Berlino, rilevando nel finale Christoph Baumgartner.
Il 18 settembre 2020 viene ceduto in prestito all'ADO Den Haag.
Il 28 giugno 2021 viene ceduto in prestito all'Admira Wacker M..

### Nazionale
Dopo avere rappresentato buona parte delle selezioni giovanili israeliane (tra l'altro il debutto in Under-21 lo ha conseguito a 19 anni in occasione del successo per 2-1 contro il Kazakistan), il 15 ottobre 2019 esordisce tra i professionisti in occasione del successo per 3-1 contro la Lettonia.
Il 7 settembre 2020, nel recupero della sfida contro la Slovacchia, realizza il suo primo gol in Nazionale maggiore fissando il punteggio sull'1-1.

## Statistiche

### Cronologia presenze e reti in nazionale
| Cronologia completa delle presenze e delle reti in nazionale ― Israele | Cronologia completa delle presenze e delle reti in nazionale ― Israele | Cronologia completa delle presenze e delle reti in nazionale ― Israele | Cronologia completa delle presenze e delle reti in nazionale ― Israele | Cronologia completa delle presenze e delle reti in nazionale ― Israele | Cronologia completa delle presenze e delle reti in nazionale ― Israele | Cronologia completa delle presenze e delle reti in nazionale ― Israele | Cronologia completa delle presenze e delle reti in nazionale ― Israele |
| Data                                                                   | Città                                                                  | In casa                                                                | Risultato                                                              | Ospiti                                                                 | Competizione                                                           | Reti                                                                   | Note                                                                   |
| ---------------------------------------------------------------------- | ---------------------------------------------------------------------- | ---------------------------------------------------------------------- | ---------------------------------------------------------------------- | ---------------------------------------------------------------------- | ---------------------------------------------------------------------- | ---------------------------------------------------------------------- | ---------------------------------------------------------------------- |
| 15-10-2019                                                             | Be'er Sheva                                                            | Israele                                                                | 3 – 1                                                                  | Lettonia                                                               | Qual. Euro 2020                                                        | -                                                                      | 76’                                                                    |
| 16-11-2019                                                             | Gerusalemme                                                            | Israele                                                                | 1 – 2                                                                  | Polonia                                                                | Qual. Euro 2020                                                        | -                                                                      | 79’                                                                    |
| 19-11-2019                                                             | Skopje                                                                 | Macedonia del Nord                                                     | 1 – 0                                                                  | Israele                                                                | Qual. Euro 2020                                                        | -                                                                      | 59’                                                                    |
| 7-9-2020                                                               | Netanya                                                                | Israele                                                                | 1 – 1                                                                  | Slovacchia                                                             | UEFA Nations League 2020-2021 - 1º turno                               | 1                                                                      | 71’                                                                    |
| 8-10-2020                                                              | Glasgow                                                                | Scozia                                                                 | 0 – 0 dts (5 – 3 dtr)                                                  | Israele                                                                | Qual. Euro 2020                                                        | -                                                                      | 100’                                                                   |
| Totale                                                                 |                                                                        | Presenze                                                               | 5                                                                      |                                                                        | Reti                                                                   | 1                                                                      |                                                                        |